# Elsker du mig?
Elsker du mig? er en dokumentarfilm fra 2004 instrueret af Lars Westman efter eget manuskript.

## Handling
Den svenske instruktør Lars Westman har filmet fødslen, døden og nu: kærligheden. Denne dokumentarfilm handler om hans egen kærlighed i livet og om andres. Han vender tilbage til nogle af de kvinder, han har levet sammen med – og nogle af dem, han elskede, men ikke kom til at leve sammen med – og spørger: Hvad var det, der gjorde, at vi blev tiltrukket af hinanden, og hvorfor kunne vi ikke leve sammen? Og imens kæmper han og hans nuværende kæreste, Barbara, med at få kærligheden til at fungere.